# Loi sur les stupéfiants (Suisse)
Pour les articles homonymes, voir Loi sur les stupéfiants.
Lire en ligne

Site officiel

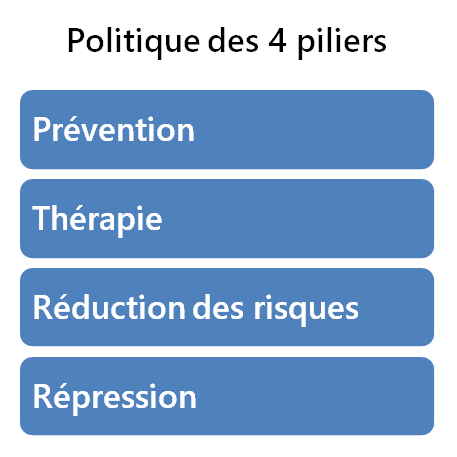
La politique suisse en matière de drogues repose sur 4 piliers : prévention, thérapie, réduction des risques et répression.

La loi fédérale sur les stupéfiants et les substances psychotropes (loi sur les stupéfiants, LStup) est une loi suisse adoptée en 1951 et entrée en vigueur en 1952.

## Histoire
Une première loi sur les stupéfiants est adoptée en 1924 et permet à la Suisse de ratifier la Convention internationale de l'opium. La loi interdit la production, la détention et le commerce de stupéfiants ; elle ne mentionne pas le cannabis. En 1951, la loi sur les stupéfiants est révisée et comprend désormais le cannabis.
En 1969, le Tribunal fédéral juge que la consommation de drogues est aussi punissable. La loi sur les stupéfiants est mise à jour en 1975 pour punir également la consommation. Depuis 2013, la possession de moins de 10 grammes de cannabis n'est plus une infraction pénale.
Lors de la votation populaire fédérale du 30 novembre 2008, la population suisse a clairement approuvé une révision partielle de la loi sur les stupéfiants (68 % de oui). Ainsi, la politique des quatre piliers (prévention, thérapie, réduction des risques et répression ; adoptés par le Conseil fédéral depuis 1991) sont désormais inscrits dans la loi.

## Initiatives populaires
- Initiative populaire « Jeunesse sans drogue » (rejetée en 1997) ;
- Initiative populaire « pour une politique raisonnable en matière de drogue » (rejetée en 1998) ;
- Initiative populaire « pour une politique raisonnable en matière de drogue » (rejetée en 2008) ;
- Initiative populaire « pour une politique raisonnable en matière de chanvre protégeant efficacement la jeunesse » (rejetée en 2008).

### Bases légales
- Loi fédérale sur les stupéfiants et les substances psychotropes (Loi sur les stupéfiants, LStup) du 3 octobre 1951 (état le 1er septembre 2023), RS 812.121.
  - Ordonnance sur le contrôle des stupéfiants (OCStup) du 25 mai 2011 (état le 23 janvier 2023), RS 812.121.1.
  - Ordonnance sur les essais pilotes au sens de la loi sur les stupéfiants (OEPStup) du 31 mars 2021 (état le 15 mai 2021), RS 812.121.5.
  - Ordonnance relative à l’addiction aux stupéfiants et aux autres troubles liés à l’addiction (Ordonnance relative à l’addiction aux stupéfiants, OAStup) du 25 mai 2011 (état le 1er avril 2023), RS 812.121.6.
  - Ordonnance du DFI sur les tableaux des stupéfiants, des substances psychotropes, des précurseurs et des adjuvants chimiques (Ordonnance sur les tableaux des stupéfiants, OTStup-DFI) du 30 mai 2011 (état le 5 novembre 2024), RS 812.121.11.